# Rochefort-Montagne
Rochefort-Montagne település Franciaországban, Puy-de-Dôme megyében. Lakosainak száma 846 fő (2022. január 1.). Rochefort-Montagne Saint-Pierre-Roche, Orcival, Perpezat és Saint-Bonnet-près-Orcival községekkel határos.

## Népesség
A település népessége az elmúlt években az alábbi módon változott:
| Lakosok száma | 927  | 894  | 1008 | 859  | 863  | 860  | 850  | 848  | 846  |
|               | 2013 | 2015 | 2016 | 2017 | 2018 | 2019 | 2020 | 2021 | 2022 |